# Adam Paulsen

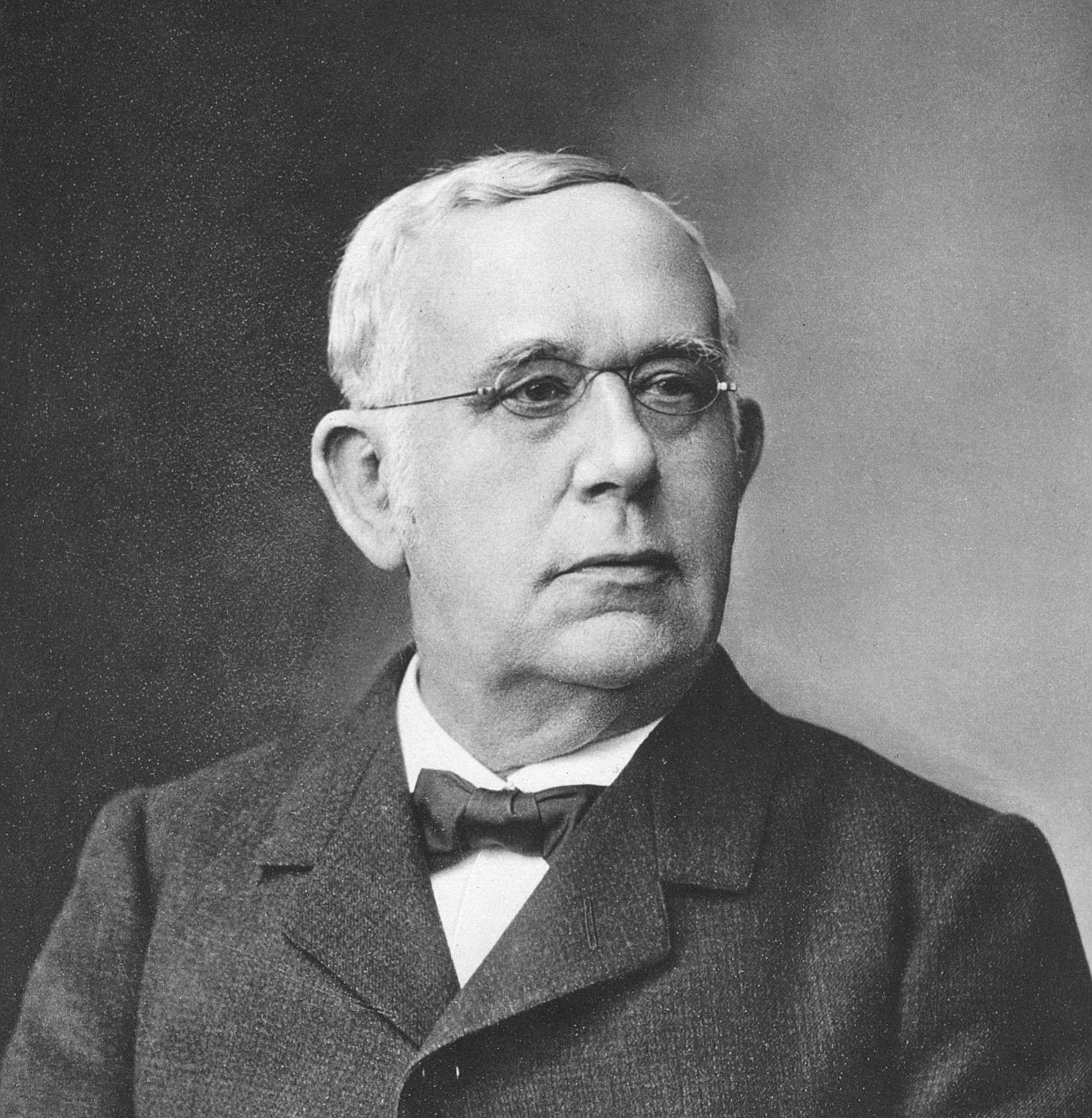
Adam F. W. Paulsen

Adam Frederik Wivet Paulsen (* 2. Januar 1833 in Nyborg, Dänemark; † 11. Januar 1907 in Kopenhagen) war ein dänischer Physiker.

## Leben
Seine schulische Ausbildung erhielt er an der Metropolitanskolen in Kopenhagen und an der Sorø Akademi. Anschließend arbeitete er als Privatlehrer und am Katasteramt. Er begann ein Studium der Physik an der Universität Kopenhagen, das er 1866 als Magister beendete. Ab 1873 gab er Unterricht an der Metropolitanskolen. 1878 wurde er dort als Adjunkt eingestellt. In dieser Zeit verfasste Paulsen ein dreibändiges Werk über die Grundkräfte der Physik (Naturkræfterne, 1874–1879).
1880 holte Niels Hoffmeyer ihn für die Vorbereitung der dänischen Expedition im Rahmen des bevorstehenden Ersten Internationalen Polarjahrs ans Dänische Meteorologische Institut. Zwei Jahre später fuhr Paulsen mit Carl Ryder und vier weiteren Mitarbeitern nach Godthåb auf Grönland und errichtete auf dem heutigen Kirkebakken die Forschungsstation, in der von August 1882 bis August 1883 meteorologische und erdmagnetische Beobachtungen angestellt wurden. Sein besonderes Interesse galt aber dem Studium des Polarlichts, dessen Natur noch nicht verstanden wurde.
Nach Hoffmeyers Tod folgte Paulsen ihm als Direktor des Dänischen Meteorologischen Instituts nach. Er beschäftigte sich weiter mit dem Polarlicht und publizierte zu diesem Thema zahlreiche wissenschaftliche Artikel. 1893 brachte er als Erster die von einer negativen Elektrode ausgehende „Kathodenstrahlung“, deren Natur als Elektronenstrahlung erst 1897 von Joseph John Thomson erkannt wurde, mit dem Phänomen in Verbindung. Bis 1896 entwickelte Paulsen eine umfassende Theorie für die Entstehung des Polarlichts. Darin postulierte er, dass dieses von durch eine Kathodenstrahlung aus dem Weltall angeregte Luftmoleküle emittiert würde. Damit kam er modernen Vorstellungen sehr nahe. 1899 unternahm Paulsen eine Expedition nach Akureyri im Norden Islands, hauptsächlich, um zur Stützung seiner Theorie Spektren von Polarlichtern im sichtbaren und ultravioletten Licht aufzunehmen. Dazu waren eigens zwei Spektrometer entwickelt und von Otto Toepfer in Potsdam sowie Philibert Pellin (1847–1923) in Paris hergestellt worden. Da Polarlichter sich beim damaligen Entwicklungsstand der Fotografie nur schwer ablichten ließen, nahm der Künstler Harald Moltke an der Reise teil und fertigte mehrere Ölgemälde an. Ein Jahr später folgte eine Expedition nach Utsjoki im äußersten Norden Finnlands, an der der 67-jährige Paulsen aber nicht mehr selbst teilnahm. Er starb 1907.

## Ehrungen
Paulsen war Ritter des Dannebrogordens (1883) und Träger des Dannebrogsmänner-Ehrenzeichens (1898).

## Schriften (Auswahl)
- Naturkræfterne. Deres Love og vigtigste Anvendelser, P. G. Philipsens Forlag, Kopenhagen 1874–1879.
- Résumé des Travaux de L’Expédition Polaire Danoise Internationale,  Kopenhagen 1884.
- Sur la nature et l’origine de l’aurore boreale In: Exploration Internationale des Regions Arctiques, 1882-83, Expedition Danoise, Observations faites a Godthaab, Bd. I, Kopenhagen 1894.
- Nordlysets strålingsteori. In: Nyt-Tidsskrift for Fysik og Kemi 1, 1896, S. 161–172.